# Горонтало (місто)
Горонтало (індонез. Gorontalo) — місто в Індонезії, адміністративний центр провінції Горонтало. Територія міста виділена у самостійну адміністративну одиницю — муніципалітет.

## Географія
Місто розташоване у східній частині провінції, на півночі острова Сулавесі (на території півострова Мінахаса), на березі річки Сунгай-Боні (Sungai Bone). Абсолютна висота — 11 метрів над рівнем моря.
Горонтало розташоване на відстані приблизно 1940 кілометрів на схід-північ-схід (ENE) від Джакарти, столиці країни.

### Клімат
Місто знаходиться у зоні, котра характеризується вологим тропічним кліматом. Найтепліший місяць — березень із середньою температурою 27.8 °C (82 °F). Найхолодніший місяць — січень, із середньою температурою 27.2 °С (81 °F).
| Клімат Горонтало        | Клімат Горонтало | Клімат Горонтало | Клімат Горонтало | Клімат Горонтало | Клімат Горонтало | Клімат Горонтало | Клімат Горонтало | Клімат Горонтало | Клімат Горонтало | Клімат Горонтало | Клімат Горонтало | Клімат Горонтало | Клімат Горонтало |
| Показник                | Січ.             | Лют.             | Бер.             | Квіт.            | Трав.            | Черв.            | Лип.             | Серп.            | Вер.             | Жовт.            | Лист.            | Груд.            | Рік              |
| Абсолютний максимум, °C | 41               | 37               | 37               | 41               | 45               | 41               | 33               | 39               | 37               | 37               | 37               | 35               | 45               |
| Середній максимум, °C   | 30               | 30               | 30               | 30               | 31               | 30               | 30               | 30               | 31               | 31               | 31               | 30               | 30               |
| Середня температура, °C | 27               | 27               | 27               | 27               | 27               | 27               | 27               | 27               | 27               | 27               | 27               | 27               | 27               |
| Середній мінімум, °C    | 24               | 24               | 24               | 24               | 25               | 24               | 23               | 23               | 23               | 24               | 24               | 24               | 24               |
| Абсолютний мінімум, °C  | 21               | 21               | 20               | 22               | 18               | 20               | 18               | 15               | 17               | 17               | 21               | 21               | 15               |
| Норма опадів, мм        | 100              | 90               | 100              | 110              | 150              | 130              | 100              | 50               | 50               | 100              | 120              | 120              | 1210             |
| ----------------------- | ---------------- | ---------------- | ---------------- | ---------------- | ---------------- | ---------------- | ---------------- | ---------------- | ---------------- | ---------------- | ---------------- | ---------------- | ---------------- |
| Джерело: Weatherbase    |                  |                  |                  |                  |                  |                  |                  |                  |                  |                  |                  |                  |                  |

## Адміністративний устрій
Територія муніципалітету Горонтало підрозділяється на дев'ять районів (kecamatan), які у свою чергу діляться на 50 сільських поселень (kelurahan). Загальна площа муніципалітету становить 64,79 км².

## Населення
За офіційним переписом 2010, населення становило 173 951 особу.
Динаміка чисельності населення міста за роками:
| 1990   | 2000    | 2005    | 2010    | 2012    |
| ------ | ------- | ------- | ------- | ------- |
| 94 058 | 126 407 | 137 461 | 173 951 | 184 049 |